# Невин, Джон Джо
Джон Джо́зеф Не́вин (ирл. John Joseph Nevin; 7 июня 1989, Маллингар) — ирландский боксёр легчайшей весовой категории, выступает за сборную Ирландии с 2007 года. Серебряный призёр летних Олимпийских игр в Лондоне, обладатель двух бронзовых медалей чемпионатов мира, чемпион Европы, неоднократный победитель национального первенства. Участвует в полупрофессиональной лиге WSB, где представляет британскую команду «Бритиш Лайонхартс».

## Биография
Джон Джо Невин родился 7 июня 1989 года в городе Маллингар, графство Уэстмит, в семье так называемых ирландских путешественников. Активно заниматься боксом начал уже в юном возрасте, проходил подготовку в клубе любительского бокса «Кеван» у тренера Брайана Маккеона. Первого серьёзного успеха на ринге добился в 2006 году, когда выиграл юниорский чемпионат Великобритании и побывал на чемпионате мира среди юниоров, где занял пятое место. Год спустя был пятым на юношеском первенстве Европейского Союза в Варшаве, ещё через год дебютировал на взрослом первенстве, сразу же выиграв в легчайшем весе золотую медаль, и благодаря череде удачных выступлений удостоился права защищать честь страны на летних Олимпийских играх 2008 года в Пекине — в первом матче на турнире одержал уверенную победу, но во втором с разгромным счётом 2:9 проиграл монголу Энхбатыну Бадар-Уугану, который в итоге стал олимпийским чемпионом.
В 2009 году Невин поучаствовал в состязаниях чемпионата мира в Милане, на стадии полуфиналов уступил россиянину Эдуарду Абзалимову и получил бронзовую медаль. В следующем сезоне ездил на мировое первенство в Москву, но выступил крайне неудачно, заняв лишь пятое место. На чемпионате Европы 2011 года в Анкаре на стадии четвертьфиналов проиграл российскому боксёру Дмитрию Полянскому, тогда как на чемпионате мира в Баку был более удачлив, выиграл бронзовую награду — это первый случай в истории ирландского бокса, когда одному спортсмену удалось выиграть на мировых первенствах две медали.
Сезон 2012 года Джон Невин начал с очередной победы на чемпионате Ирландии (пятой подряд), подтвердив своё лидерство в легчайшей весовой категории, он прошёл отбор на Олимпийские игры в Лондон — сумел дойти здесь до финала, но в решающем матче со счётом 11:14 проиграл британцу Люку Кэмпбеллу, своему извечному сопернику на многих международных турнирах. Получив серебряную олимпийскую медаль, Невин объявил о намерении перейти в профессионалы, однако вскоре передумал и подписал контракт с британской командой «Бритиш Лайонхартс», выступающей в полупрофессиональной лиге WSB. В 2013 году ирландец остаётся одним из лучших боксёров легчайшего веса в мире, в частности, на чемпионате Европы в Минске он уверенно завоевал золотую медаль.

## Профессиональный бокс
В 17 марта 2014 года дебютирует на профи ринге.

## Таблица боёв
В таблице перечислены результаты всех поединков боксёров.
В каждой строке указан результат поединка. Дополнительно номер поединка обозначен цветом, который обозначает итог поединка. Расшифровка обозначений и цветов представлена в нижеследующей таблице.
| Пример | Расшифровка                     |
| ------ | ------------------------------- |
|        | Победа                          |
|        | Ничья                           |
|        | Поражение                       |
|        | Планируемый поединок            |
|        | Поединок признан несостоявшимся |
| КО     | Нокаут                          |
| ТКО    | Технический нокаут              |
| PTS    | Решение судей (по очкам)        |
| UD     | Единогласное решение судей      |
| MD     | Решение большинства судей       |
| SD     | Раздельное решение судей        |
| RTD    | Отказ от продолжения боя        |
| DQ     | Дисквалификация                 |
| NC     | Поединок признан несостоявшимся |

| Бой | Дата          | Соперник            | Рекорд | Место боя                                | Результат | Дополнительно |
| --- | ------------- | ------------------- | ------ | ---------------------------------------- | --------- | ------------- |
| 1   | 17 марта 2014 | Альберто Канделария | 3-0-1  | House of Blues, Бостон, Массачусетс, США |           |               |